# Холокост в Ушачском районе
Холокост в Уша́чском районе — систематическое преследование и уничтожение евреев на территории Ушачского района Витебской области оккупационными властями нацистской Германии и коллаборационистами в 1941—1944 годах во время Второй мировой войны, в рамках политики «Окончательного решения еврейского вопроса» — составная часть Холокоста в Белоруссии и Катастрофы европейского еврейства.

## Геноцид евреев в районе
Ушачский район был полностью оккупирован немецкими войсками 9 июля 1941 года. Нацисты включили Ушачский район в состав территории, административно отнесённой к зоне армейского тыла группы армий «Центр». Комендатуры — полевые (фельдкомендатуры) и местные (ортскомендатуры) — обладали всей полнотой власти в районе.
Во всех крупных деревнях района были созданы районные (волостные) управы и полицейские гарнизоны из белорусских коллаборационистов.

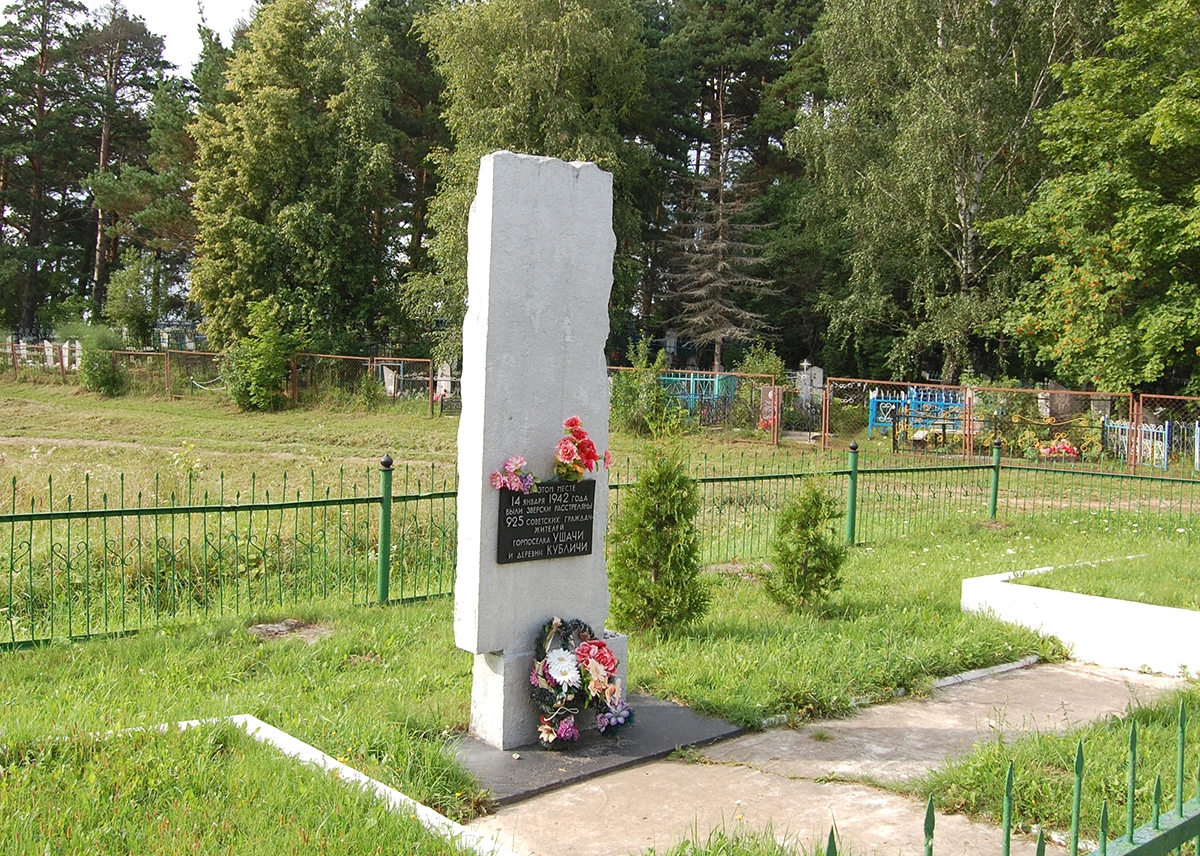

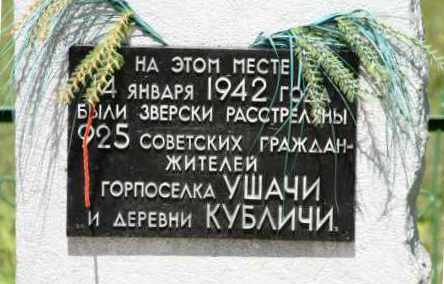
Памятник евреям Ушачей и Кубличей

Для осуществления политики геноцида и проведения карательных операций сразу вслед за войсками в район прибыли карательные подразделения войск СС, айнзатцгруппы, зондеркоманды, тайная полевая полиция (ГФП), полиция безопасности и СД, жандармерия и гестапо.
Одновременно с оккупацией нацисты и их приспешники начали поголовное уничтожение евреев. «Акции» (таким эвфемизмом гитлеровцы называли организованные ими массовые убийства) повторялись множество раз во многих местах. В тех населенных пунктах, где евреев убили не сразу, их содержали в условиях гетто вплоть до полного уничтожения, используя на тяжелых и грязных принудительных работах, от чего многие узники умерли от непосильных нагрузок в условиях постоянного голода и отсутствия медицинской помощи.
За время оккупации практически все евреи Ушачского района были убиты, а немногие спасшиеся в большинстве воевали впоследствии в партизанских отрядах.

## Гетто
Оккупационные власти под страхом смерти запретили евреям снимать желтые латы или шестиконечные звезды (опознавательные знаки на верхней одежде), выходить из гетто без специального разрешения, менять место проживания и квартиру внутри гетто, ходить по тротуарам, пользоваться общественным транспортом, находиться на территории парков и общественных мест, посещать школы.
Реализуя нацистскую программу уничтожения евреев, немцы создавали гетто почти во всех городах и населённых пунктах Беларуси, где проживало еврейское население. Так и в Ушачском районе оккупанты организовали 2 гетто:
- из гетто поселка Кубличи (конец сентября 1941 — декабрь 1941) сотни евреев были перегнаны в гетто Ушачей и там убиты.
- в гетто посёлка Ушачи (конец лета 1941 — январь 1942) были убиты около 1000 евреев.

## Память
Опубликованы неполные списки жертв геноцида евреев в Ушачском районе.
Памятники убитым евреям района установлены в Ушачах и в деревне Ковалевщина (Сорочинский сельсовет).